# Coppola

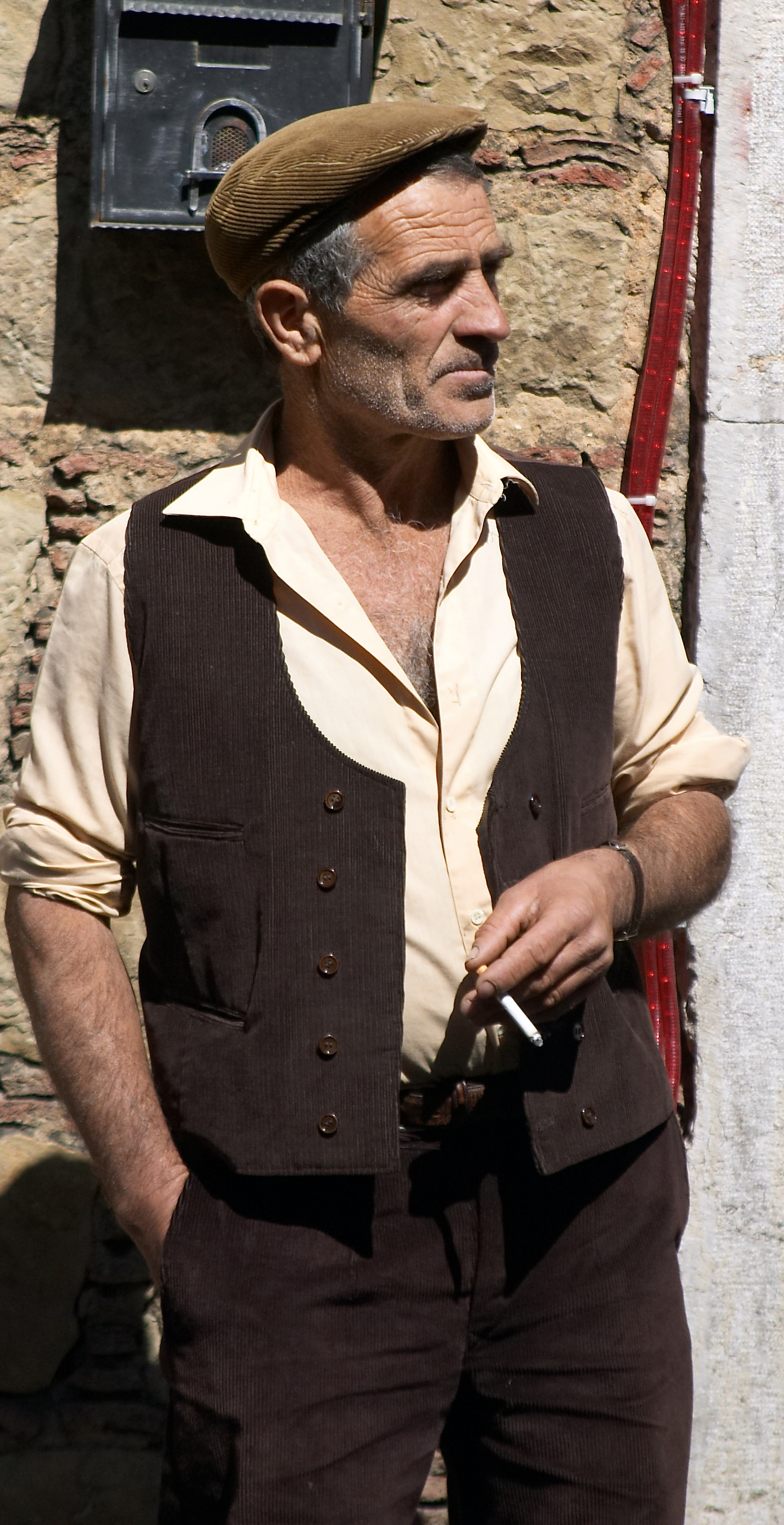
Camponês siciliano usando traje tradicional e a coppola

A coppola (pron.: /ˈkɔppola/; em siciliano e calabrês, coppula;  bonétte in língua sarda)  é um boné tradicional siciliano,  inicialmente feito de tweed e,  posteriormente, de veludo ou algodão.
Inicialmente  usada pela nobreza da Inglaterra no século XVIII, foi posteriormente adotada pelas classes burguesas e usada sobretudo durante  as práticas esportivas.  A  coppola tornou-se popular na Sicília na segunda metade do  século XIXe se tornou um símbolo da cultura siciliana, sendo usada na ilha em todas as estações do ano.

## Etimologia
A palavra deriva de coppa, 'copo'.